# John Nielsen

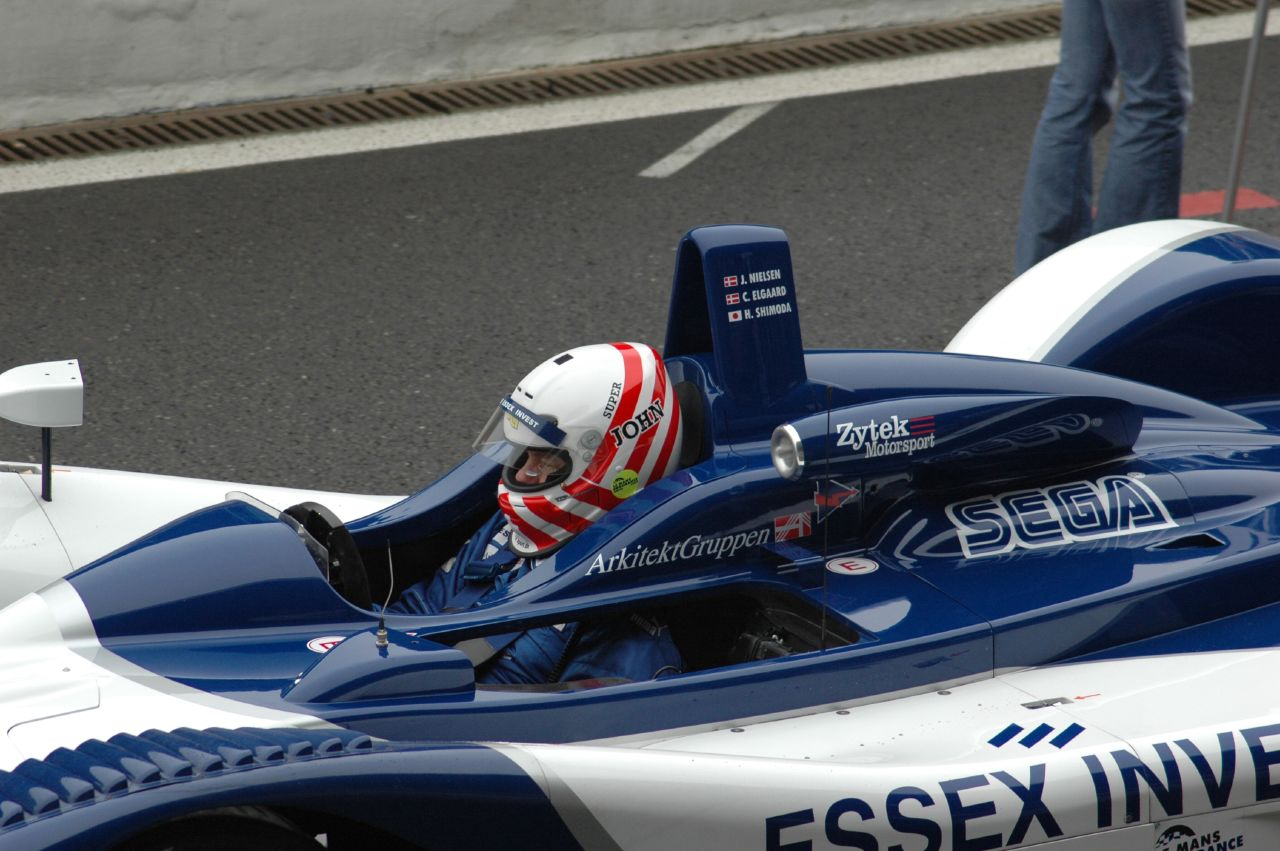
Nielsen 2005-ben egy hosszútávú versenyen

John Nielsen (Varde, 1956. február 7. –) dán autóversenyző.

## Pályafutása
1982-ben megnyerte a német Formula–3-as bajnokságot, majd 1984-ben győzött a Macau Grand Prix-n.
1986 és 2008 között tizennyolc alkalommal indult a Le Mans-i 24 órás autóversenyen. Az 1990-es futamon a Silk Cut Jaguar csapatában, Martin Brundle és Price Cobb társaként az első helyen ért célba. Ez volt Dánia első győzelme a verseny történelmében.

## Eredményei

### Le Mans-i 24 órás autóverseny
| Év   | Csapat                           | Autó                   | Csapattárs     | Csapattárs         | Helyezés     | Kiesés oka |
| ---- | -------------------------------- | ---------------------- | -------------- | ------------------ | ------------ | ---------- |
| 1986 | Kouros Racing Team               | Sauber C8              | Mike Thackwell |                    | Kiesett      | Motorhiba  |
| 1987 | Silk Cut Jaguar                  | Jaguar XJR8 LM         | Martin Brundle |                    | Kiesett      | Henger     |
| 1988 | Silk Cut Jaguar                  | Jaguar XJR9 LM         | Martin Brundle |                    | Kiesett      | Henger     |
| 1989 | Silk Cut Jaguar                  | Jaguar XJR9 LM         | Andy Wallace   | Price Cobb         | Kiesett      | Henger     |
| 1990 | Silk Cut Jaguar                  | Jaguar XJR12 LM        | Martin Brundle | Price Cobb         | Győzelem     |            |
| 1991 | Silk Cut Jaguar                  | Jaguar XJR12 LM        | Andy Wallace   | Derek Warwick      | 4.           |            |
| 1992 | Porsche Kremer Racing            | Porsche 962 CK6        | Manuel Reuter  | Giovanni Lavaggi   | 7.           |            |
| 1993 | TWR Jaguar Racing                | Jaguar XJ220           | David Brabham  | David Coulthard    | Kizárva      |            |
| 1994 | Seikel Motorsport                | Porsche 968 Turbo RS   | Thomas Bscher  | Lindsay Owen-Jones | Kiesett      | Baleset    |
| 1995 | West Competition                 | McLaren F1 GTR         | Thomas Bscher  | Jochen Mass        | Kiesett      | Baleset    |
| 1996 | David Price Racing               | McLaren F1 GTR         | Thomas Bscher  | Peter Kox          | 4.           |            |
| 1998 | Nissan Motorsports International | Nissan R390 GT1        | Michael Krumm  | Franck Lagorce     | 5.           |            |
| 2000 | Team Den Bla Avis                | Panoz LMP-1 Roadster S | Klaus Graf     | Mauro Baldi        | nem értékelt |            |
| 2001 | Team Den Bla Avis                | Dome S101              | Casper Elgaard | Hiroki Katoh       | Kiesett      | Motorhiba  |
| 2002 | RN Motorsports Ltd               | DBA 4-03S              | Casper Elgaard | Hayanari Shimoda   | 22.          |            |
| 2003 | Lister Racing                    | Lister Storm LMP       | Casper Elgaard | Jens Møller        | 24.          |            |
| 2006 | Zytek Engineering                | Zytek 06S              | Casper Elgaard | Philip Andersen    | 24.          |            |
| 2008 | Team Essex                       | Porsche RS Spyder Evo  | Casper Elgaard | Sascha Maassen     | 12.          |            |

## Külső hivatkozások
- Profilja a driver database.com honlapon